# Małyk Kabuł
Małyk Kabuł (bułg. Малък Кабул) – szczyt pasma górskiego Riła, w Bułgarii, o wysokości 2525 m n.p.m.